# Тио, Джони
Джони Тио (нидерл. Johny Thio; 2 декабря 1944, Руселаре, Бельгия — 4 августа 2008, Хугледе, Бельгия) — бельгийский футболист, вингер. Многолетний капитан «Брюгге», в составе которого стал чемпионом Бельгии и двукратным обладателем Кубка Бельгии. Четвёртый лучший бомбардир в истории клуба (126). В составе национальной сборной стал бронзовым призёром чемпионата Европы 1972.

## Клубная карьера
Воспитанник главного клуба родного Руселаре. Оттуда перешёл в «Брюгге», в составе которого дебютировал во взрослом футболе. В первом же сезоне стал лучшим бомбардиром команды с 12 голами. Спустя четыре года после дебюта Тио клуб добился первых успехов, впервые с чемпионского сезона 1919/20 финишировав в тройке лучших команд и уступив «Андерлехту» всего два очка. В четырёх из пяти последующих сезонов команда Тио занимала второе место, причём в сезоне 1971/72 «Андерлехт» стал чемпионом только из-за большего количества побед. Первый трофей удалось взять в сезоне 1967/68, когда в финале Кубка Бельгии в серии пенальти был побеждён «Беерсхот»; это стал первый Кубок в истории клуба, а также всего второй трофей после чемпионства 1919/20. Спустя два года это достижение удалось повторить, разгромив «Даринг». Сезон 1970/71 был отмечен успешной еврокубковой компанией: «Брюгге» всего во второй раз принимал участие в розыгрыше Кубка обладателей кубков, но смог выйти в четвертьфинал, где уступил будущему победителю турнира «Челси», при этом обыграв лондонский клуб дома 2:0.
Однако самым успешным сезоном Тио в «Брюгге» стал сезон 1972/73, когда с семиочковым преимуществом и всего двумя поражениями (оба — на выезде против команд нижней половины таблицы) было завоёвано второе чемпионство в истории клуба. Защитить титул не удалось: на следующий год клуб занял пятое вместо, впервые за пять лет не войдя в пару лучших команд. Через год «Брюгге» также занял лишь четвёртое место, и Тио покинул клуб (в течение следующих пяти сезонов команда взяла четыре чемпионства, в том числе три подряд). В 345 матчах забил 126 голов, став четвёртым лучшим бомбардиром в истории клуба (вторым на тот момент). Перешёл в «Зоттегем», а на следующий год в «Руселаре», где в возрасте 33 лет и закончил карьеру.

## Карьера в сборной
За национальную сборную дебютировал 27 октября 1965 года в матче квалификации к чемпионату мира против сборной Болгарии, оформив дубль. Последний матч сыграл 22 мая 1972 года против сборной Исландии также в рамках отбора к чемпионату мира. Тем не менее, был включён в заявку сборной на домашний Евро. С командой стал бронзовым призёром, однако на турнире ни разу не вышел на поле.

## Смерть и память
Умер 4 августа 2008 года в результате сердечного приступа. В Хугледе в его честь была названа улица. В 2021 году клуб «Брюгге» выпустил специальное издание игры «Монополия» в честь своего 130-летия. Тио стал одним из 22 игроков, запечатлённых в ней.

## Достижения

### Клубные
«Брюгге»
- Чемпион Бельгии: 1972/73
- Обладатель Кубка Бельгии (2): 1967/68, 1969/70

### В сборной
- Бронза чемпионата Европы: 1972